# Yoichiro Kakitani
Yoichiro Kakitani (født 3. januar 1990) er en japansk fodboldspiller.

## Japans fodboldlandshold
| Japans landshold | Japans landshold | Japans landshold |
| År               | Kmp              | Mål              |
| ---------------- | ---------------- | ---------------- |
| 2013             | 9                | 4                |
| 2014             | 9                | 1                |
| Total            | 18               | 5                |